# Cephalodella parasitica
Cephalodella parasitica is een raderdiertjessoort uit de familie Notommatidae. De wetenschappelijke naam van deze soort is voor het eerst geldig gepubliceerd in 1900 door Jennings.